# Radio Times

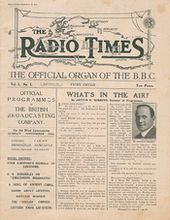
Numéro du 28 septembre 1923.j

Le Radio Times est un magazine culturel britannique à parution hebdomadaire. Il a été fondé en 1923, par la division BBC Magazines, et appartient depuis 2003 au groupe Immediate Media Company, à la suite de la fusion des deux compagnies.
La conception graphique dans les années 1930 est due à John Archibald Austen.